# Allach (porcellana)
La porcellana di Allach è una serie di porcellane prodotte in Germania dal 1935 al 1945 dalla ditta Porzellan Manufaktur Allach München GmbH con soggetti celebrativi del nazismo hitleriano, oggi ricercate dal mercato del collezionismo.

## Storia
La fabbrica Porzellan Manufaktur Allach München GmbH fu istituita come un'azienda privata nel 1935 nella piccola cittadina di Allach, vicino a Monaco di Baviera in Germania.
Nel 1936 la fabbrica veniva acquistata dalle SS. Così entrerà a far parte del WVHA, Amtsgruppe W, Amt 1, sezione 3 (W I-3).
Heinrich Himmler, il Reichsführer delle SS, aveva visto in tale acquisto la possibilità di produrre su scala industriale opere d'arte in porcellana e in ceramica le quali avrebbero rappresentato, agli occhi di Himmler e del popolo germanico, la vera cultura ario-germanica.
La caduta del Terzo Reich l'8 maggio 1945 faceva terminare per sempre tale produzione.